# Leucania zeae
Leucania zeae là một loài bướm đêm trong họ Noctuidae.